# جي. إس. كارتر
جي. إس. كارتر (بالإنجليزية: G. S. Carter)‏ هو عسكري نيوزيلندي، ولد في 20 أبريل 1910، وتوفي في 1988.